# Cyrille Mangan
Pour les articles homonymes, voir Mangan.
Cyrille Mangan est un footballeur international camerounais, né le 13 septembre 1976 à Douala. Il joue au poste de milieu de terrain du milieu des années 1990 à la fin des années 2000 et fait l'essentiel de sa carrière dans le championnat grec. Il compte  huit sélections pour un but inscrit avec l'équipe du Cameroun et dispute avec la sélection la Coupe d'Afrique des Nations en 1998.

## Biographie
Cyrille Mangan effectue la majorité de sa carrière en Grèce, notamment au Skoda Xanthi.
Il dispute quatre matchs lors des éliminatoires pour la Coupe du monde 1998 mais n'est pas retenu pour la compétition finale.
Il est sélectionné pour la CAN 1998 mais ne dispute aucun match.
Il dispute au total huit matchs avec les Lions indomptables.